# Champions Series de Patinação Artística no Gelo de 1997–98
O Champions Series de Patinação Artística no Gelo de 1997–98 foi a terceira temporada do Champions Series ISU, uma série de competições de patinação artística no gelo disputada na temporada 1997–98. São distribuídas medalhas em quatro disciplinas, individual masculino e individual feminino, duplas e dança no gelo. Os patinadores ganham pontos com base na sua posição em cada evento e os seis primeiros de cada disciplina são qualificados para competir na final do Champions Series, realizada em Munique, Alemanha.
A competição foi organizada pela União Internacional de Patinação (em inglês:  International Skating Union), a série Grand Prix começou em 22 de outubro e continuaram até 21 de dezembro de 1997.

## Calendário
| #     | Evento                               | Localização                 | Data                        |
| ----- | ------------------------------------ | --------------------------- | --------------------------- |
| 1     | Skate America de 1997                | Detroit, MI, Estados Unidos | 22–26 de outubro            |
| 2     | Nations Cup de 1997                  | Gelsenkirchen, Alemanha     | 29 de outubro–1 de novembro |
| 3     | Skate Canada International de 1997   | Halifax, NS, Canadá         | 6–9 de novembro             |
| 4     | Trophée Lalique de 1997              | Paris, França               | 13–16 de novembro           |
| 5     | Cup of Russia de 1997                | São Petersburgo, Rússia     | 19–23 de novembro           |
| 6     | NHK Trophy de 1997                   | Nagano, Japão               | 27–30 de novembro           |
| Final | Final do Champions Series de 1997–98 | Munique, Alemanha           | 19–21 de dezembro           |

## Medalhistas

### Skate America
| Evento                        | Ouro                                                | Prata                                            | Bronze                                      | Ref   |
| Individual masculino detalhes | Todd Eldredge · Estados Unidos                      | Evgeni Plushenko · Rússia                        | Alexander Abt · Rússia                      | [ 1 ] |
| Individual feminino detalhes  | Michelle Kwan · Estados Unidos                      | Tara Lipinski · Estados Unidos                   | Elena Sokolova · Rússia                     | [ 1 ] |
| Duplas detalhes               | Marina Eltsova · Andrey Bushkov · Rússia            | Kyoko Ina · Jason Dungjen · Estados Unidos       | Evgenia Shishkova · Vadim Naumov · Rússia   | [ 1 ] |
| Dança no gelo detalhes        | Elizabeth Punsalan · Jerod Swallow · Estados Unidos | Barbara Fusar-Poli · Maurizio Margaglio · Itália | Anna Semenovich · Vladimir Fedorov · Rússia | [ 1 ] |

### Nations Cup
| Evento                        | Ouro                                         | Prata                                          | Bronze                                       | Ref   |
| Individual masculino detalhes | Elvis Stojko · Canadá                        | Igor Pashkevich · Azerbaijão                   | Alexander Abt · Rússia                       | [ 2 ] |
| Individual feminino detalhes  | Tanja Szewczenko · Alemanha                  | Irina Slutskaya · Rússia                       | Elena Liashenko · Ucrânia                    | [ 2 ] |
| Duplas detalhes               | Mandy Wötzel · Ingo Steuer · Alemanha        | Elena Berezhnaya · Anton Sikharulidze · Rússia | Evgenia Filonenko · Igor Marchenko · Ucrânia | [ 2 ] |
| Dança no gelo detalhes        | Anjelika Krylova · Oleg Ovsyannikov · Rússia | Marina Anissina · Gwendal Peizerat · França    | Irina Romanova · Igor Yaroshenko · Ucrânia   | [ 2 ] |

### Skate Canada International
| Evento                        | Ouro                                      | Prata                                               | Bronze                                     | Ref   |
| Individual masculino detalhes | Elvis Stojko · Canadá                     | Ilia Kulik · Rússia                                 | Michael Tyllessen · Dinamarca              | [ 3 ] |
| Individual feminino detalhes  | Michelle Kwan · Estados Unidos            | Maria Butyrskaya · Rússia                           | Surya Bonaly · França                      | [ 4 ] |
| Duplas detalhes               | Oksana Kazakova · Artur Dmitriev · Rússia | Marina Khaltourina · Andrei Krioukov · Cazaquistão  | Sarah Abitbol · Stéphane Bernadis · França | [ 5 ] |
| Dança no gelo detalhes        | Shae-Lynn Bourne · Victor Kraatz · Canadá | Elizabeth Punsalan · Jerod Swallow · Estados Unidos | Irina Lobacheva · Ilia Averbukh · Rússia   | [ 6 ] |

### Trophée Lalique
| Evento                        | Ouro                                          | Prata                                       | Bronze                                     | Ref   |
| Individual masculino detalhes | Alexei Yagudin · Rússia                       | Philippe Candeloro · França                 | Igor Pashkevich · Azerbaijão               | [ 7 ] |
| Individual feminino detalhes  | Laetitia Hubert · França                      | Tara Lipinski · Estados Unidos              | Vanessa Gusmeroli · França                 | [ 7 ] |
| Duplas detalhes               | Elena Bereznaia · Anton Sikharulidze · Rússia | Mandy Wötzel · Ingo Steuer · Alemanha       | Xue Shen · Hongbo Zhao · China             | [ 7 ] |
| Dança no gelo detalhes        | Pasha Grishuk · Evgeni Platov · Rússia        | Marina Anissina · Gwendal Peizerat · França | Irina Romanova · Igor Yaroshenko · Ucrânia | [ 7 ] |

### Cup of Russia
| Evento                        | Ouro                                         | Prata                                     | Bronze                                           | Ref   |
| Individual masculino detalhes | Alexei Yagudin · Rússia                      | Evgeny Plushenko · Rússia                 | Viacheslav Zagorodniuk · Ucrânia                 | [ 8 ] |
| Individual feminino detalhes  | Irina Slutskaya · Rússia                     | Elena Sokolova · Rússia                   | Olga Markova · Rússia                            | [ 8 ] |
| Duplas detalhes               | Marina Eltsova · Andrei Bushkov · Rússia     | Evgenia Shishkova · Vadim Naumov · Rússia | Marie-Claude Savard-Gagnon · Luc Bradet · Canadá | [ 8 ] |
| Dança no gelo detalhes        | Anjelika Krylova · Oleg Ovsiannikov · Rússia | Irina Lobacheva · Ilia Averbukh · Rússia  | Tatiana Navka · Nikolai Morozov · Bielorrússia   | [ 8 ] |

### NHK Trophy
| Evento                        | Ouro                                    | Prata                                     | Bronze                                           | Ref   |
| Individual masculino detalhes | Ilia Kulik · Rússia                     | Scott Davis · Estados Unidos              | Guo Zhengxin · China                             | [ 9 ] |
| Individual feminino detalhes  | Tanja Szewczenko · Alemanha             | Maria Butyrskaya · Rússia                 | Chen Lu · China                                  | [ 9 ] |
| Duplas detalhes               | Shen Xue · Zhao Hongbo · China          | Jenni Meno · Todd Sand · Estados Unidos   | Peggy Schwarz · Mirko Müller · Alemanha          | [ 9 ] |
| Dança no gelo detalhes        | Oksana Grishuk · Evgeni Platov · Rússia | Shae-Lynn Bourne · Victor Kraatz · França | Barbara Fusar-Poli · Maurizio Margaglio · Itália | [ 9 ] |

### Final do Champions Series
| Evento                        | Ouro                                           | Prata                                     | Bronze                                      | Ref    |
| Individual masculino detalhes | Ilia Kulik · Rússia                            | Elvis Stojko · Canadá                     | Todd Eldredge · Estados Unidos              | [ 10 ] |
| Individual feminino detalhes  | Tara Lipinski · Estados Unidos                 | Tanja Szewczenko · Alemanha               | Maria Butyrskaya · Rússia                   | [ 10 ] |
| Duplas detalhes               | Elena Berezhnaya · Anton Sikharulidze · Rússia | Mandy Wötzel · Ingo Steuer · Alemanha     | Oksana Kazakova · Artur Dmitriev · Rússia   | [ 10 ] |
| Dança no gelo detalhes        | Pasha Grishuk · Evgeni Platov · Rússia         | Shae-Lynn Bourne · Viktor Kraatz · Canadá | Marina Anissina · Gwendal Peizerat · França | [ 10 ] |